# Koninklijk Instituut van Ingenieurs
Het Koninklijk Instituut van Ingenieurs (KIVI) is een Nederlandse beroepsvereniging voor ingenieurs, HBO en universitair opgeleid.

## Geschiedenis

### Oprichting
Het Koninklijk Instituut van Ingenieurs werd opgericht op 31 augustus 1847 door Frederik Willem Conrad, Leopold Johannes Adriaan van der Kun en Gerrit Simons onder bescherming van de toenmalige Prins van Oranje, later Willem II der Nederlanden.
Als doel werd geformuleerd "De bevordering der wetenschap en kunst van den ingenieur in den uitgestreksten zin."
Nog geen half jaar later ontving de vereniging het predicaat 'Koninklijk' van koning Willem II. Prinses Beatrix der Nederlanden is beschermvrouwe van de Vereniging.

### Ontwikkeling
Enkele belangrijke jaartallen:
- 1854: Verslag aan den Koning over de vereischten en inrigting van arbeiderswoningen. Hier werd een verband gelegd tussen gezondheid en volkshuisvesting en aanbevelingen gedaan die de basis voor de latere Woningwet zouden worden.[2]
- 1886: Uitgave van het eerste nummer van het vaktijdschrift De Ingenieur.
- 1895: De Regeling van de Verhouding tussen Opdrachtgever en raadgevend Ingenieur (RVOI) wordt opgezet. Na herziening in 2001 getiteld de Regeling van de Verhouding tussen Opdrachtgever en adviserend Ingenieursbureau
- 1916: Samen met de Maatschappij van Nijverheid wordt het Nederlands Normalisatie Instituut (NNI) opgericht.
- 1961: De Vereniging van Delftse Ingenieurs wordt opgenomen in het KIvI.
- 1968: Oprichting van de Stichting Toekomstbeeld der Techniek (STT)
- 2004: Fusie met NIRIA tot nieuwe organisatie KIVI-NIRIA
- 2013: Naam KIVI-NIRIA wordt gewijzigd in KIVI

### Hoofdkantoor aan Prinsessegracht
Het Koninklijk Instituut van Ingenieurs werd in 1919 eigenaar van een patriciërshuis aan de Prinsessegracht in Den Haag. Het huis was tussen 1726 en 1728 gebouwd en heeft nog steeds een trappenhuis met Lodewijk XIV-stucwerk. In 1922 vond een verbouwing plaats.
Er zijn nu acht kamers, de Presidentskamer aan de voorkant, de F.W. Conradkamer en de Calandzaal aan de achterkant, de Molkamer, de Scheperszaal, de Lelykamer, de Van Leeuwenhoekkamer en de Huygenskamer op de eerste verdieping. Het gebouw is een rijksmonument, en heeft een Lodewijk XIV-gevel. Versierde ingangspartij met over twee verdiepingen uitgebouwde erker, kroonlijst op gesneden consoles.

### Recente ontwikkeling
Tot 1 juli 2004 was de beroepsvereniging alleen bedoeld voor universitair opgeleide ingenieurs. Op 1 juli 2004 fuseerde het KIVI met de beroepsvereniging voor HBO ingenieurs Nederlandse Ingenieursvereniging NIRIA tot het Koninklijk Instituut Van Ingenieurs KIVI NIRIA. Na negen jaar werd in november 2013 besloten de naam 'KIVI NIRIA' te wijzigen in 'KIVI'.